# Jehuda Kurt Unger
Jehuda Kurt Unger (3. června 1907, Falknov nad Ohří – 13. září 1989), často též Yehuda Kurt Unger, byl český, později izraelský architekt, interiérový architekt a vysokoškolský učitel. V mládí byl spolupracovníkem Adolfa Loose, jehož myšlenky potom celý život propagoval.

## Život
Narodil se ve Falknově nad Ohří (dnes Sokolov) v rodině advokáta JUDr. Ludwiga Ungera a jeho ženy Ludmily rozené Eisnerové. V letech 1924–1931 absolvoval studium architektury na pražské německé Vysoké škole technické. Během pobytu v Praze se přiklonil k sionistickému hnutí. Ještě za studií se seznámil s Adolfem Loosem, který mu v roce 1931 nabídl místo asistenta na přestavbě Hotelu Cap d’Antibes na francouzské Riviéře. Ke stavbě ale nedošlo.
V roce 1936 odešel do Spojeného království a v roce 1937 do britské mandátní Palestiny v rámci páté alije. Usídlil se v Haifě a změnil si křestní jméno na Jehuda. Pracoval spolu s dalším Loosovým žákem Paulem Engelmmanem (společně navrhli místní školu a tržiště). V letech 1941–1945 sloužil v britské armádě. Jeho rodiče v průběhu války zahynuli (otec v říjnu 1942 v Terezíně a matka v březnu 1944 v Auschwitz-Birkenau).
Po druhé světové válce pokračoval v práci architekta a interiérového architekta. Rovněž vyučoval na technické universitě Technion v Haifě. Jím propagované myšlenky Adolfa Loosa studenty nezaujaly a proto Unger na místo pedagoga rezignoval. Zemřel v roce 1989.

## Dílo

### před rokem 1933
- Byt Leopolda Eisnera, Plzeň, 1930 (spolu s Adolfem Loosem)
- Hotel Cap d’Antibes, 1931 (spolu s Adolfem Loosem) – přestavba hotelu, nerealizováno
- Penthouse Jordan, Brno, 1931 (spolu s Adolfem Loosem)
- Vila Dr. Fleischnera, Haifa, 1931 (spolu s Adolfem Loosem)

### po roce 1933
- Městské centrum, Nové Akko, po 1934 (spolu s Paulem Engelmannem) – soutěžní návrh
- Vila Dr. Ungera, Falknov nad Ohří, Vrchlického ul., čp. 272, 1935
- Projekt dvanáctipatrového obytného domu, 1936 – nerealizováno
- Městského tržiště v Haifě, 1937 (spolu s Paulem Engelmannem) – soutěžní návrh
- Škola v Haifě, 1937–38 (spolu s Paulem Engelmannem) – návrh
- Dům Bermann, hora Karmel, Haifa, 1956

## Spisy
- UNGER, Kurt. Haus Dr. Unger. Der Monat. 1937, roč. V, čís. 1, s. 12–13.[2]
- UNGER, Kurt. Meine Lehre bei Adolf Loos. Bauwelt. 1981, čís. 42, s. 1882–1892.